# Серебряков, Леонид Петрович
Леони́д Петро́вич Серебряко́в (30 мая (11 июня) 1888 (по др. данным — 1890), Самара — 1 февраля 1937, Москва) — советский партийный и государственный деятель. 17 августа 1936 г. арестован и в январе 1937 года в качестве одного из главных обвиняемых выведен на Второй московский процесс. Расстрелян 1 февраля 1937 г. После смерти Сталина реабилитирован.

## Биография
Родился в семье рабочего. По национальности русский. Учился в начальном городском училище. Работал на пивоваренном заводе (Уфа), затем токарем на металлическом заводе (Луганск). Рано приобщился к марксизму, член РСДРП(б) с 1905 года. Участник революционных событий 1905—1906 в Луганске, член комитета РСДРП. Вёл партработу в Донбассе, Баку, Николаеве, Одессе, Москве, Самаре, Петрограде, Томске.
Делегат VI (Пражской) конференции РСДРП (1912 г.), на которой познакомился с Лениным. Неоднократно арестовывался, побывал в двухлетней ссылке. В январе 1917 года призван в армию, служил в запасном полку в Костроме. В феврале 1917 вывел полк из казарм в поддержку революции, один из организаторов Костромского совета рабочих и солдатских депутатов.
С лета 1917 г. член и секретарь Московского комитета партии, член Президиума Моссовета. В 1919 — 1920 году — секретарь Президиума ВЦИК и одновременно член Реввоенсовета Южного фронта (16 июля 1919 — 10 января 1920).
Член ЦК РКП(б) (1919—1921), член Оргбюро ЦК РКП(б) (март — ноябрь 1919). Был начальником Политуправления РВСР (в 1919 году, предположительно, с июня по декабрь), затем член РВС Южного фронта, в 1920 году начальник Политуправления РВСР. С 5 апреля 1920 года по 8 марта 1921 года — секретарь ЦК и член Оргбюро ЦК РКП(б). Был начальником Политуправления РВСР в 1922 году (с января по октябрь).
Председатель Главного комитета по проведению всеобщей трудовой повинности. С 1921 года работал в НКПС РСФСР (СССР): комиссар Главного управления, заместитель наркома (1922—1924), с 1929 г. член коллегии.
Был одним из лидеров Левой оппозиции, подписывал все её основные документы, начиная с «Заявления 46-ти», за что в декабре 1927 года, на XV съезде ВКП(б), в числе 75 «активных деятелей троцкистской оппозиции» был исключен из партии и в начале 1928 года по «контрреволюционной» 58-й статье УК сослан в Семипалатинск. После подачи заявления об отходе от оппозиции в 1929 году был возвращён в Москву, а в январе 1930 года — восстановлен в партии.
Его дочь Зоря свидетельствовала о его отношении к Троцкому: «относился с удивительной, не только уважением, почтением, но и какой-то теплотой и любовью, чисто человеческой… для него Троцкий был огромным авторитетом».
С 1931 года — начальник Центрального управления шоссейных дорог и автомобильного транспорта при СНК СССР, а с 3 августа 1935 года — первый заместитель начальника этого управления.

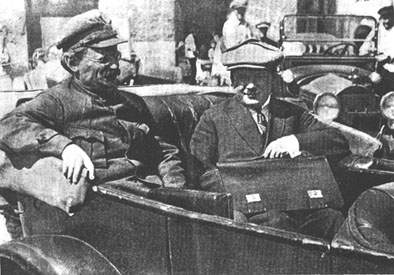
Лидеры Левой оппозиции Лев Троцкий и Леонид Серебряков (1925)

В августе 1936 года был вновь исключён из ВКП(б). 17 августа 1936 г. арестован и в январе 1937 года в качестве одного из главных обвиняемых выведен на Второй московский процесс — по делу так называемого «параллельного антисоветского троцкистского центра». Военной коллегией Верховного Суда СССР (ВКВС) 30 января 1937 года приговорён к расстрелу, расстрелян 1 февраля 1937 г.
Реабилитирован постановлением Пленума Верховного Суда СССР 4 декабря 1986 г., 10 июня 1987 г. КПК при ЦК КПСС восстановлен в партии.

## Семья
- 1-й брак — Галина Иосифовна Серебрякова (урождённая Бык-Бек) (1905—1980), писательница, брак распался в середине 1920-х годов, в дальнейшем вышла замуж за Г. Я. Сокольникова.[6] После развода родителей дочь Зоря осталась жить с отцом.
  - Дочь — Зоря Леонидовна Серебрякова (1923—2024)[7][8], доктор исторических наук, профессор[9]. 1-й брак — Илья Иванович Перевезенцев (погиб на фронте в 1944 году)[10]. 2-й брак — Генрих Соломонович Цвейг[11], родственник Стефана Цвейга[12] и Стефана Ежи Цвейга. В 14 лет, после ареста родителей Зоря Серебрякова как дочь «врагов народа» также была арестована и сослана в Семипалатинск к матери. В 1945 году получила разрешение жить в Москве, поступила в МГУ, а в 1950 году была арестована вновь. Её муж получил 25 лет за «антисоветскую агитацию», сын был отправлен в детский дом. Освободилась в 1955[13]. Г.Цвейг после освобождения и реабилитации работал в Институте научной информации Академии Наук СССР[14]. Зоря Леонидовна смогла добиться возвращения дачи своего отца, Леонида Серебрякова на Николиной горе, которую после его ареста занял А. Я. Вышинский.[15]
    - Внук — Виктор Генрихович Серебряков (род. 1948)[9], кандидат физико-математических наук, работал в Институте биохимии РАН[14].
- 2-й брак (с 1929) — Татьяна Михайловна[16] Паппе (1905—1992, Москва). Актриса. Окончила Театральную школу при Театре Вахтангова (1925—1929). После выхода замуж ушла из театра. После ареста мужа также была арестована — как ЧСИР[17][18]. После освобождения и реабилитации работала в Щукинском училище заведующей актёрской студенческой практикой и директором Учебного театра.

## Память
17 апреля 2016 года в Москве на доме № 60, стр.1 по Ленинградскому проспекту была установлена табличка «Последний адрес».

### Комментарии
1. ↑  В годы Большого террора ВКВС не рассматривал дел по существу, все приговоры носили формальных характер.